# Евангелие Псевдо-Матфея

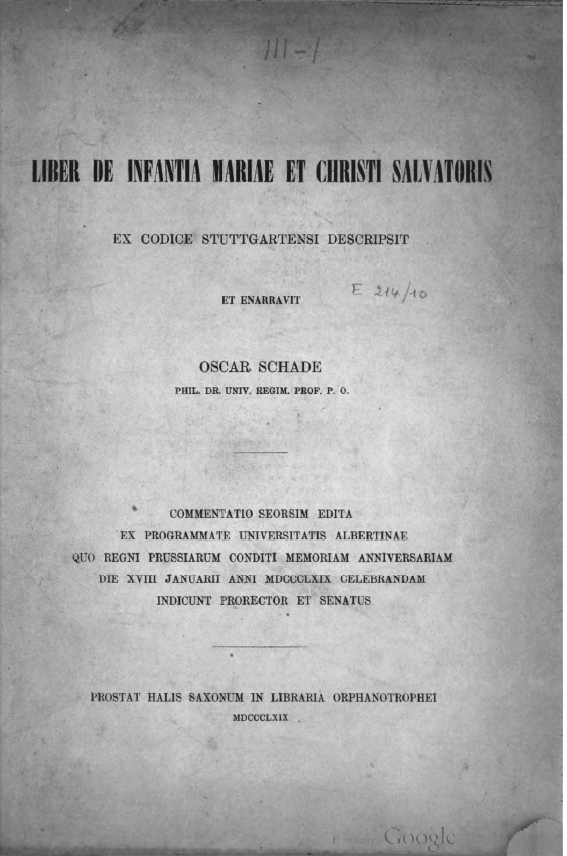
Liber de infantia Mariae et Christi Salvatoris. Libraria Orphanotrophei, 1869

Ева́нгелие Псе́вдо-Матфе́я (лат. Evangelium pseudo-Matthaei) или Кни́га де́тства Мари́и и Христа́ Спаси́теля (лат. Liber de infantia Mariae et Christi Salvatoris) или Исто́рия рожде́ния Мари́и и де́тства Спаси́теля (лат. Historia de nativitate Mariae et de infantia Salvatoris) — апокрифическое евангелие детства, написанное на латыни. Датируется концом VI – серединой VII века. Наиболее ранние сохранившиеся манускрипты этого Евангелия относятся к началу IX века. Согласно Александру Меню, апокриф написан не ранее IX века под влиянием Протоевангелия Иакова и Евангелия от Фомы.
Текст состоит из двух частей, которые в некоторых редакциях имеют заголовки «Книга о рождении святой Девы» и «Книга о детстве Спасителя». Существует краткая редакция апокрифа, начинающаяся с подложной переписки Иеронима Стридонского с епископами Хромацием и Илиодором. В ней на вопрос епископов о подлинности рассказа о рождении Марии и детстве Иисуса Иероним якобы отвечает:

Возлагаете вы на меня тяжёлую ношу, блаженнейшие епископы, требуя от меня заботы о сказаниях, которые святой апостол и евангелист Матфей сам не хотел обнародовать. Ибо, если бы в них не было тайны, он их, конечно, поместил бы в Евангелии, которое он написал. Но он это сделал, написав эту книгу под покровом букв еврейских, и не имел в виду её раскрытия, так что до сего дня книга эта находится в руках верующих, получивших её непосредственно от своих предшественников, написанной его собственной рукою письменами еврейскими.

В Евангелии Псевдо-Матфея рассказывается о зачатии и рождестве Богородицы, введении её во Храм, Благовещении, Рождестве Христовом и повитухе Саломее, поклонении волхвов, избиении младенцев, бегстве в Египет и чудесах подростка и юноши Иисуса после его возвращения в Назарет. Евангелие Псевдо-Матфея своей структурой и деталями сюжетов повторяет рассказы Протоевангелия и Евангелия от Фомы, но с заметно усиленным элементом чудес. Например, Иисус начинает творить чудеса уже младенцем, усмиряет драконов, переселяет в рай пальму. Кроме предшествовавших ему по написанию Евангелиям детства Евангелие Псевдо-Матфея использует и другие сказания, существовавшие в западных, и в восточных областях христианского мира (например, Арабское евангелие детства Спасителя).